# Steuerbezirk Hüttenberg
Der Steuerbezirk Hüttenberg war in der ersten Hälfte des 19. Jahrhunderts einer der 89 Bezirke der Provinz Kärnten. Er umfasste nur eine Steuergemeinde in ihren damaligen Grenzen: 
- Katastralgemeinde Hüttenberg

Der Bezirk umfasste eine Fläche von 465 Joch, das entspricht etwa 2,7 km². Im Jahr 1846 hatte der Bezirk 618 Einwohner. Der Bezirk wurde zu dieser Zeit vom Steuerbezirk Althofen (Herrschaft und Landgericht) aus verwaltet.
Im Zuge der Reformen nach der Revolution von 1848/49 wurden die Steuerbezirke aufgelöst. Die bis dahin dem Steuerbezirk Hüttenberg zugehörige Katastralgemeinde Hüttenberg wurde dann der neu errichteten politischen Gemeinde Hüttenberg und damit dem politischen Bezirk Sankt Veit an der Glan zugeordnet.